# Hyporhamphus sajori
Hyporhamphus sajori is een straalvinnige vis uit de familie van halfsnavelbekken (Hemiramphidae) en behoort derhalve tot de orde van geepachtigen (Beloniformes). De vis kan een lengte bereiken van 40 cm.

## Leefomgeving
Hyporhamphus sajori komt zowel in zoet als zout water voor. Ook in brak water is de soort waargenomen. De vis prefereert een gematigd klimaat en leeft hoofdzakelijk in de Grote Oceaan. De diepteverspreiding is 0 tot 30 m onder het wateroppervlak.

## Relatie tot de mens
Hyporhamphus sajori is voor de visserij van aanzienlijk commercieel belang. In de hengelsport wordt er weinig op de vis gejaagd.